# Garioch

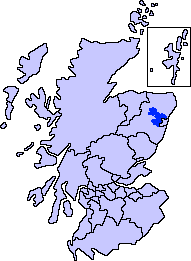

Le Garioch est l'un des six commitee areas, qui sont des zones administratives auxquelles le conseil de l'Aberdeenshire en Écosse délègue une partie de ses pouvoirs. Le -och à la fin du mot est silencieux.

## Historique
Le Garioch a été le siège d'une seigneurie créée par le roi Guillaume Ier en faveur de son frère cadet David de Huntingdon en 1182. Ce domaine centré sur la vieille forteresse de Dunideer, s'étendait entre le Don et son principal affluent la rivière Ury. Après la mort de David en 1219 et celle de son fils et héritier John le Scot en 1237 la Garioch revient dans le domaine royal
Le Garioch sera érigé en comté en 1458/1459 et constitue un titre annexe à celui de Mar pour John Stuart fils de Jacques II d'Écosse. Dépouillé de son titre et probablement exécuté. Il sera rétabli dans les mêmes conditions en 1486 pour John Stuart († 1503), troisième fils survivant de Jacques III d'Écosse.

## Population
En 2001, la population était de 42 947 habitants. Le Garioch a vu sa population s'accroître rapidement grâce à sa proximité avec la ville d'Aberdeen. La croissance de la population, ainsi que des services et emplois qui en découlent, ont été anticipées par l'agrandissement de la route A96.

## Économie
Il s'agit d'une zone essentiellement agricole, mais elle dépend aussi fortement de l'économie d'Aberdeen, et des ressources en gaz et pétrole. Le Garioch a un certain potentiel pour le tourisme, grâce entre autres à son héritage archéologique.

## Principaux villages
- Inverurie, 10 885 habitants, principale ville.
- Kemnay, 3 623 habitants.
- Blackburn, environ 3 000 habitants.

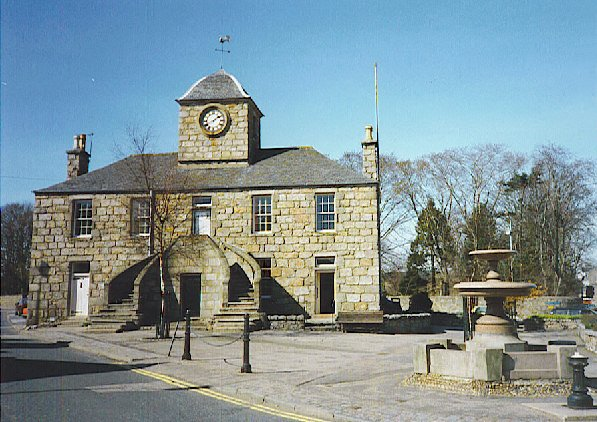
Mairie de Kintore

- Kintore, 1 696 habitants, où l'on trouve un site archéologique romain.
- Insch, 1 630 habitants.

Les autres villages sont Daviot, Dunecht, Echt (en), Elrick (en), Kinmuck (en), Oyne (en), Skene et Newmachar.

## Lieux et monuments
- Monts Bennachie
- Château de Fraser
- Dunnideer

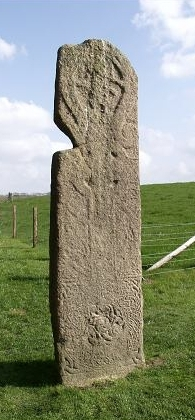
Maiden Stone
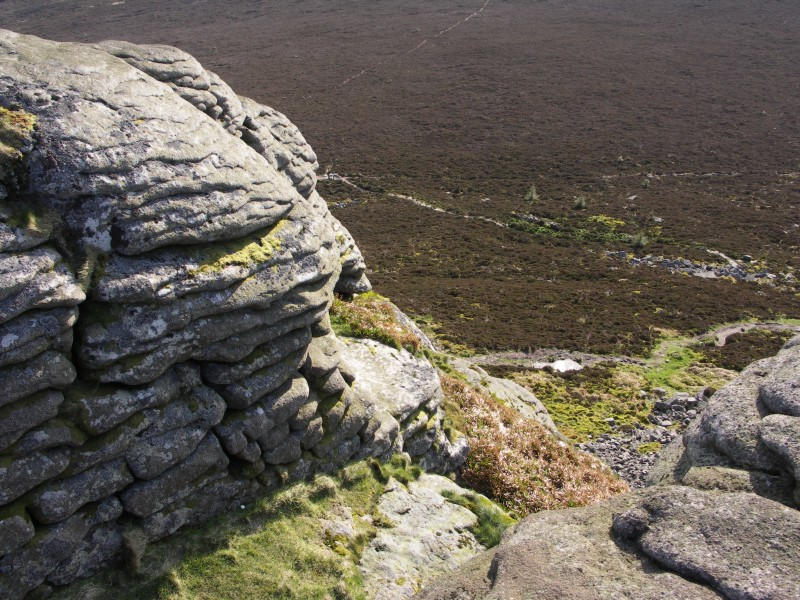
Monts Bennachie
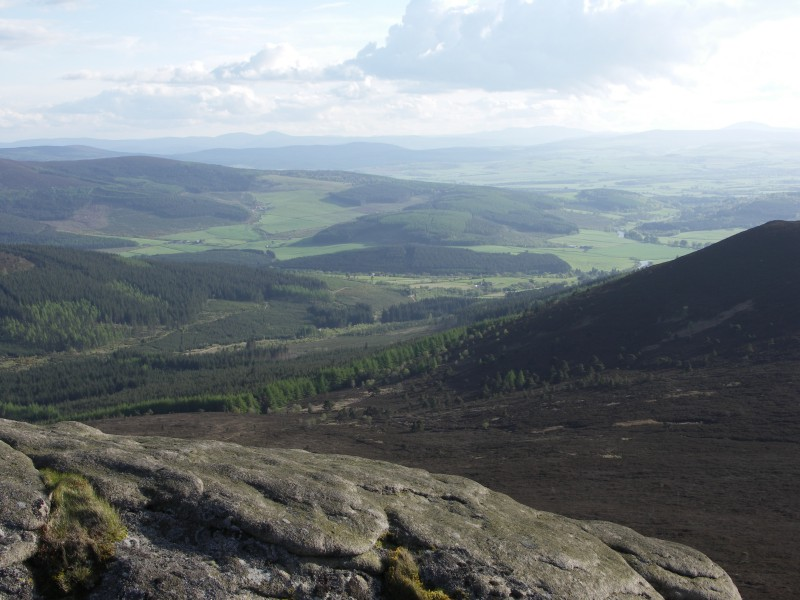
Monts Bennachie
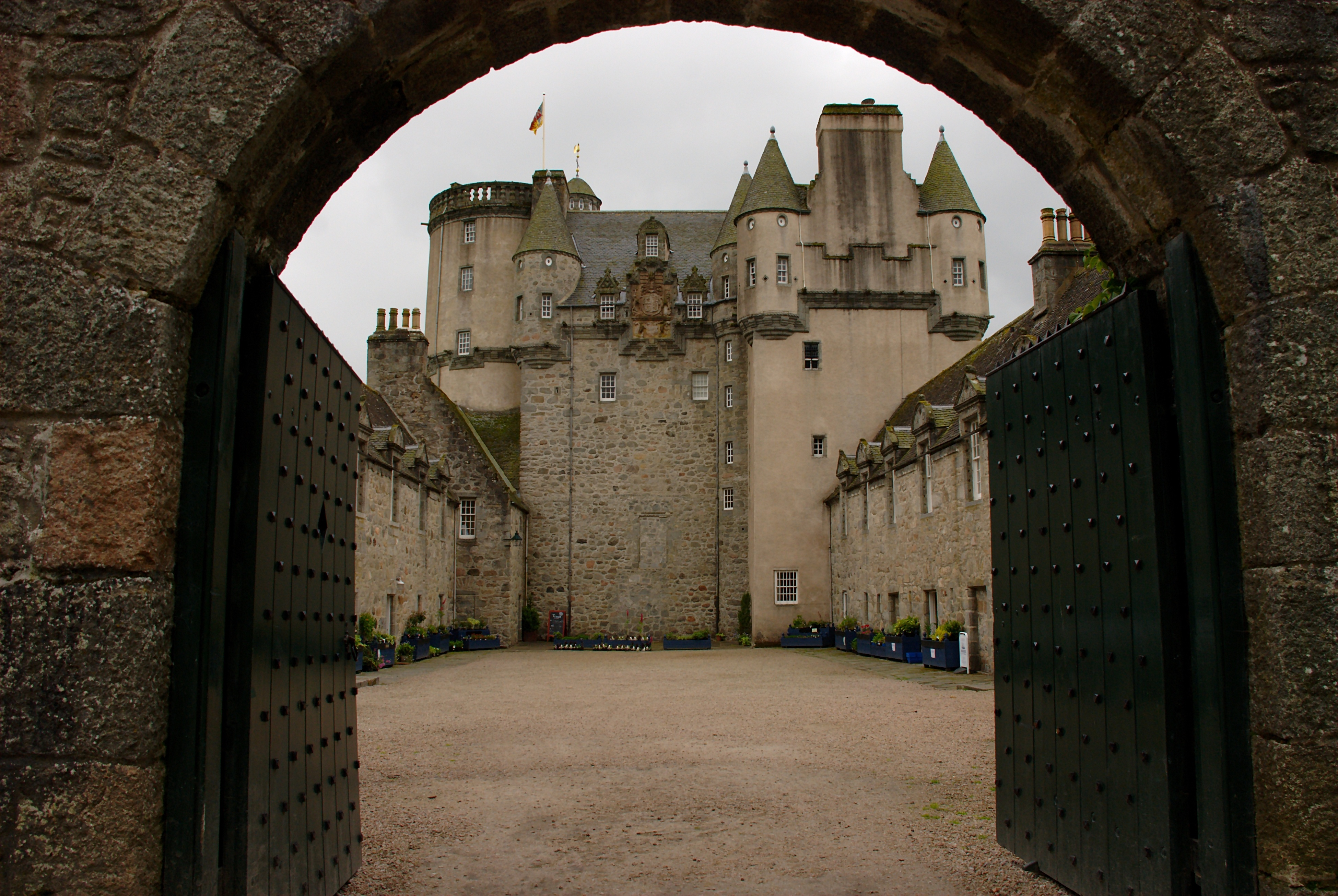
Château de Fraser

- Maiden Stone
- Monts Bennachie
- Monts Bennachie
- Château de Fraser

## Sources
- (en) Cet article est partiellement ou en totalité issu de l’article de Wikipédia en anglais intitulé « Garioch » (voir la liste des auteurs).